# 方亚芬
方亚芬（1965年2月—），出生于浙江宁波，中国越剧表演艺术家，袁派花旦。

## 生平
1965年2月出生于浙江宁波。1984年11月考入上海市戏剧学院。1987年上海市戏剧学院毕业，并进入上海越剧院青年剧团。

## 艺术成就
为上海越剧院主要演员，擅长旦角，艺术上宗袁雪芬派而又有自己的特色。两次获得上海白玉兰戏剧主角奖，中国戏剧梅花奖榜首。2011年出任上海越剧院一团团长。有一人千面之称，被观众誉为越剧女王。

## 主要作品

### 越剧
- 越剧红楼梦饰演林黛玉、贾宝玉、王熙凤
- 越剧西厢记饰演崔莺莺
- 越剧《祥林嫂》饰演祥林嫂
- 越剧《玉卿嫂》饰玉卿嫂
- 越剧《啼笑因缘》饰沈凤喜
- 越剧《风雨大观院》饰司棋
- 越剧现代戏《早春二月》 饰演文嫂[1]
- 越剧历史剧《千古情怨》
- 越剧《碧玉簪》饰李秀英
- 越剧《救风尘》饰赵盼儿
- 越剧《蔡锷与小凤仙》饰小凤仙

### 电视剧
- 越剧电视剧《蝴蝶的传说》饰演祝英台、祝英诗

### 电影
- 交响版越剧电影《红楼梦》(2007年)[2]
- 3D版越剧电影《西厢记》（2015年）

## 荣誉
- 曾获第4届、第16届上海白玉兰戏剧表演艺术主角奖[3]
- 2007年凭借越剧作品《玉卿嫂》、《碧玉簪》获中国戏剧表演艺术最高奖“梅花奖”[4]榜首。

## 弟子
- 陈惠迪、徐莱、徐晓飞、赵心瑜、张露萍、徐琼。